# Ion Țiriac
Pour les articles homonymes, voir Țiriac.
Ion Țiriac, né le 9 mai 1939 à Brașov, est un joueur de tennis professionnel, entraîneur de tennis, joueur de hockey sur glace et homme d'affaires roumain.
Comme joueur de tennis, il a remporté un tournoi en simple et il a surtout été performant en double, gagnant vingt-sept titres dont Roland-Garros en 1970. Auparavant, il a pratiqué plusieurs autres sports et a notamment été membre de l'équipe roumaine de hockey sur glace, avec laquelle il a participé aux Jeux olympiques d'hiver de 1964. Il a ensuite eu une activité d'entraîneur de tennis, s'occupant notamment de Guillermo Vilas et de Boris Becker.
Devenu homme d'affaires, il est considéré en 2007 comme l'homme le plus riche de Roumanie et la 840e fortune mondiale avec une fortune estimée à 1,1 milliard de dollars selon le classement du magazine Forbes.

## Carrière sportive
Sportif accompli dans sa jeunesse, il pratique plusieurs sports, jouant au rugby, au football et au hockey sur glace et exerce comme professeur d'éducation physique dans les années 1960. Il participe ainsi aux Jeux olympiques d'hiver de 1964 au sein de l'équipe de Roumanie de hockey sur glace. Il arrête le hockey pour se consacrer au tennis. Il remporte avec son compatriote Ilie Năstase les Internationaux de France de tennis en double et dispute avec la Roumanie trois finales de la Coupe Davis en 1969, 1971 et 1972.
Alors qu'il continue sa carrière de joueur, il devient aussi entraîneur et manager d'athlètes, notamment celui de Guillermo Vilas de 1976 à 1985, puis celui de Boris Becker jusqu'en 1993. En 1998, il devient président du Comité olympique et sportif roumain, poste qu'il occupe jusqu'en 2004.
Il est actuellement manager du Masters de Madrid.

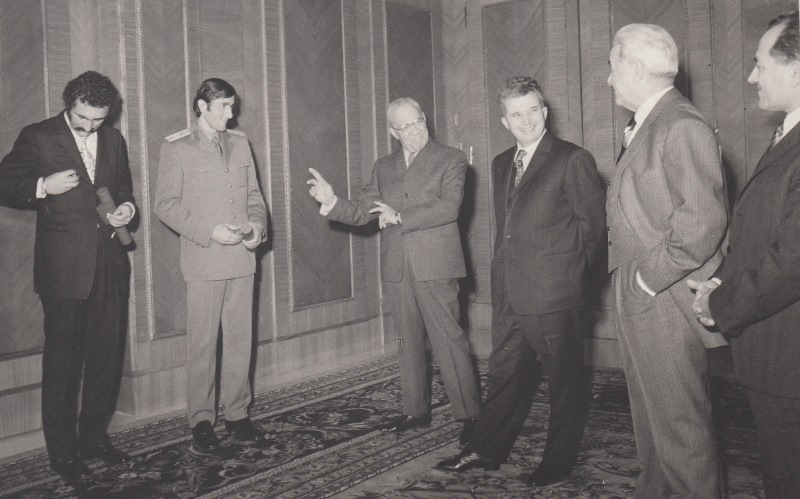
Ion Țiriac (à gauche) décoré par Nicolae Ceaușescu en 1971.
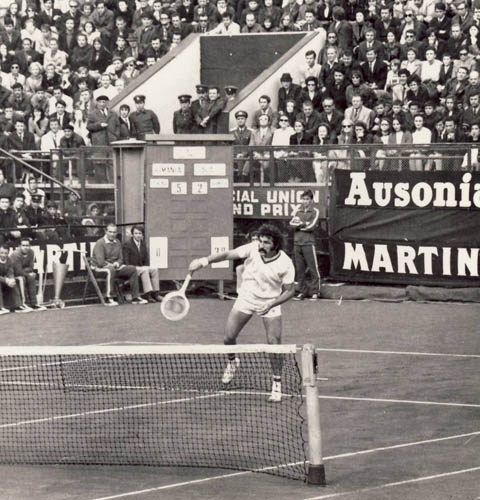
Ion Țiriac lors de la Coupe Davis 1972.
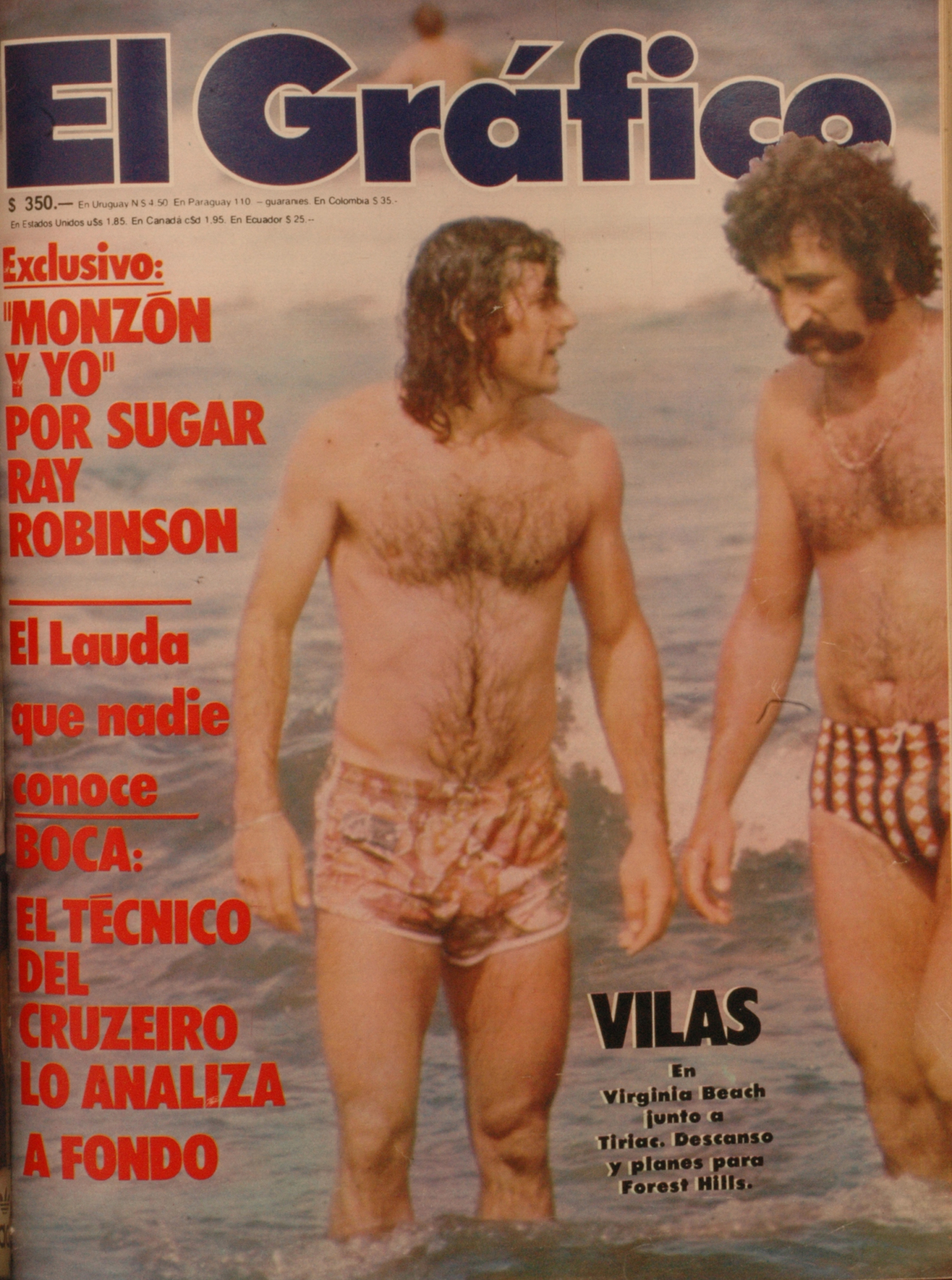
Ion Țiriac avec Guillermo Vilas à l'époque où il était son entraîneur.
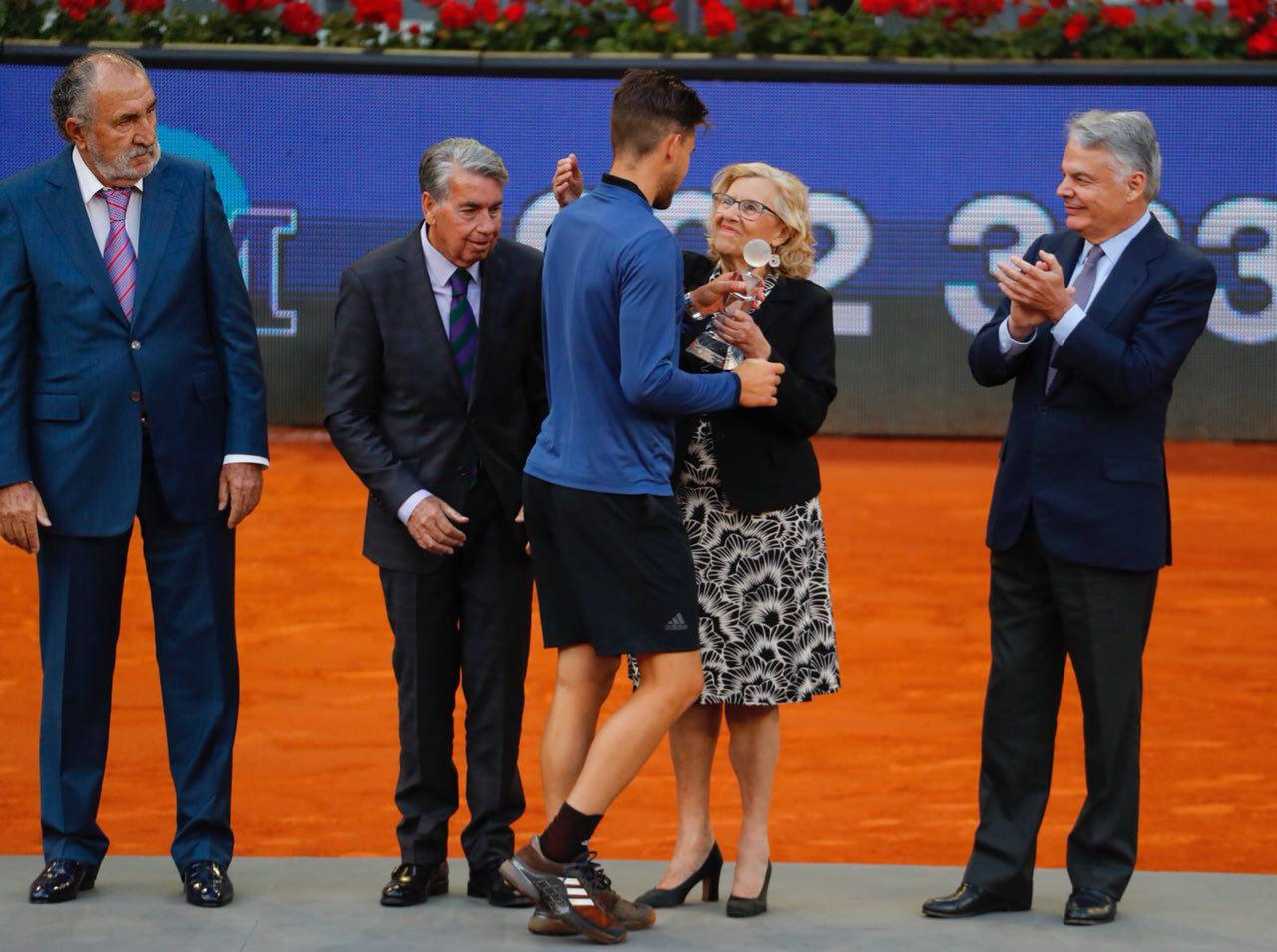
Ion Țiriac (à gauche) en 2018, comme manager du Masters de Madrid.

## Carrière d'hommes d'affaires
Déjà à l'époque communiste, en dépit de l'économie socialiste planifiée officielle, il était connu pour son sens des affaires et d'ailleurs brocardé pour cela par l'humour populaire et des humoristes comme Toma Caragiu. Cela n'eut aucune suite négative et dès la fin de sa carrière sportive, il débuta dans les affaires en Allemagne avec l'assentiment de la nomenklatura roumaine.
Après la chute de la dictature, il put officiellement créer des sociétés et augmenter librement le volume de ses activités financières, investissant massivement et avec succès en Roumanie. Il participe à l'implantation du groupe allemand de distribution Metro AG. Il crée la première banque privée de Roumanie, Banca Țiriac, investit dans les assurances, la location et la vente d'automobiles, etc. Il est également présent dans le sport. Depuis 1996, il détient la licence de l'Open de Roumanie.
Il partage sa vie actuellement entre la Roumanie et l'Allemagne.

## Honneurs
- Citoyen d'honneur de la ville de Brasov[2]

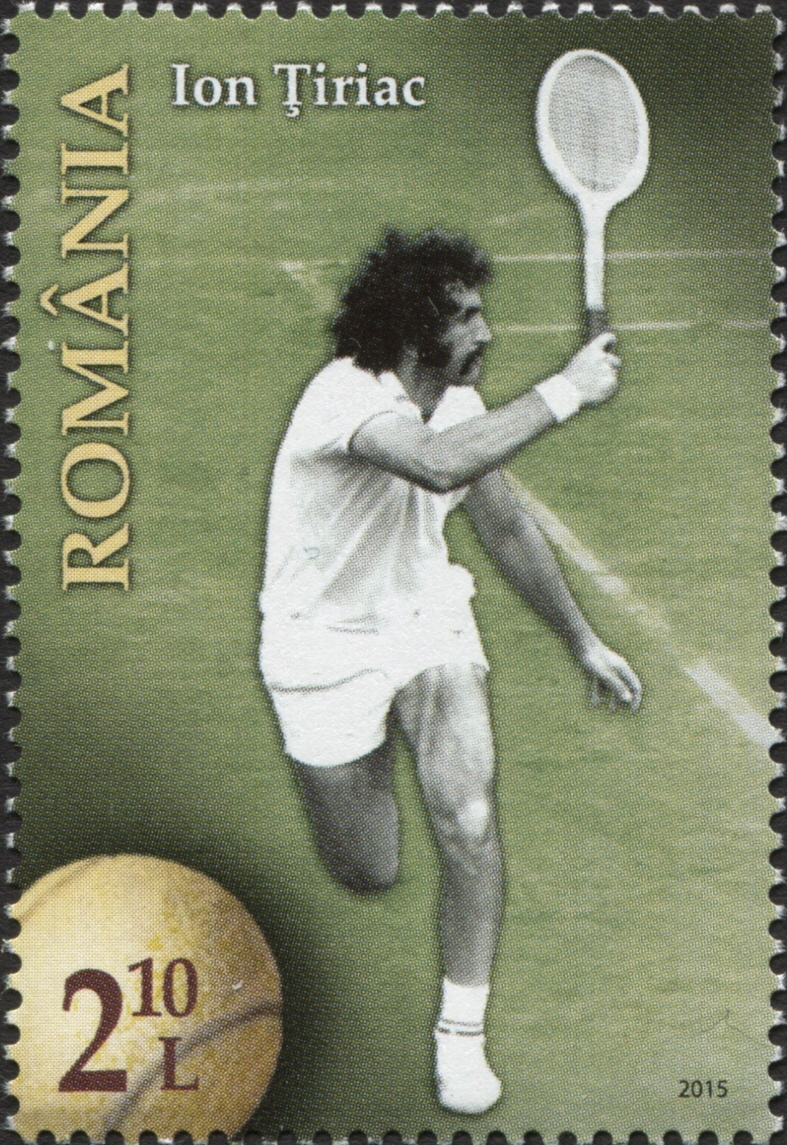
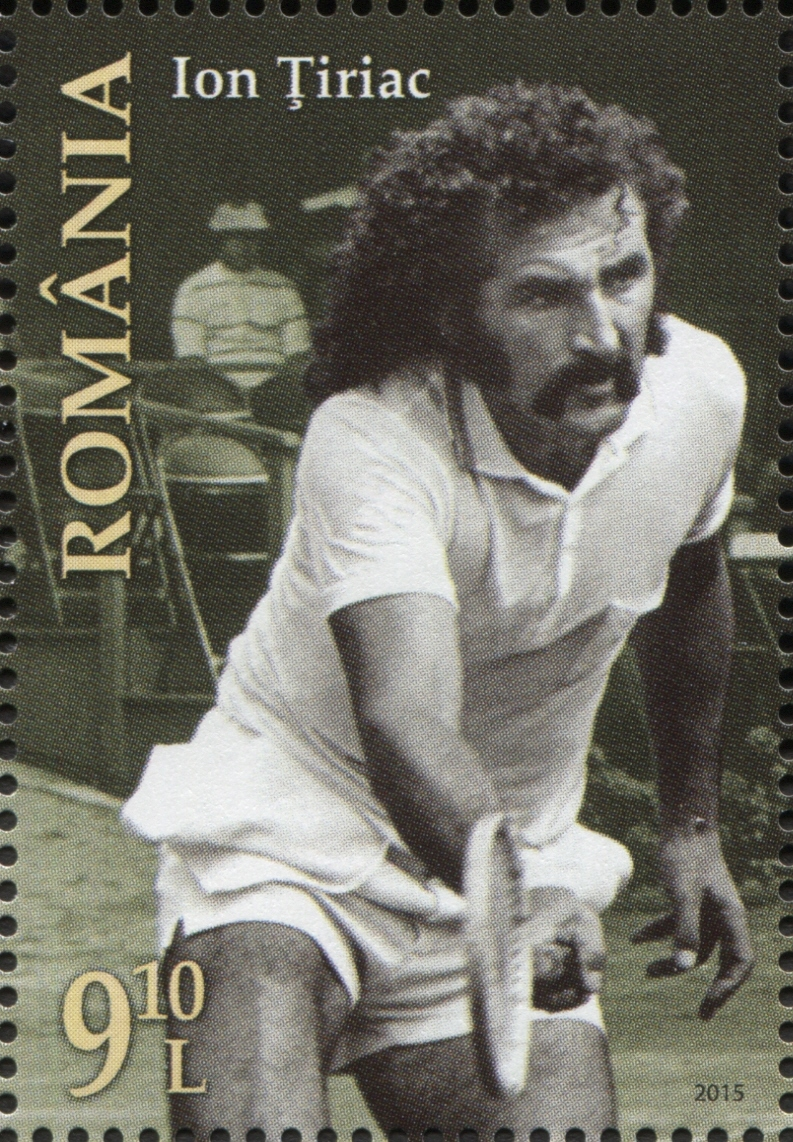

- Timbres roumains à son effigie.

## Sélection de publications
- (ro) Ion Țiriac et Ilie Năstase, Ar fi fost prea frumos..., Editura Stadion, 1972 (OCLC 8-9-542006-5).
- (ro) Ion Țiriac, Victorie cu orice preț., Editura Stadion, 1974 (OCLC 8-9-542001-7).